# Barney Gumble
Barnard Arnold „Barney” Gumble este un personaj secundar din serialul de televiziune american Familia Simpson. Acesta este interpretat de actorul Dan Castellaneta și a apărut pentru prima dată în episodul „Simpsons Roasting on an Open Fire”.
Barney este bețivul orașului⁠(d) Springfield⁠(d) și unul dintre prietenii lui Homer Simpson. Deși râgăielile puternice și alcoolismul său reprezinte surse de umor în serial, a devenit abstinent în episodul „Days of Wine and D'oh'ses⁠(d)” din sezonul 11. A reînceput să bea trei ani mai târziu. Barney a fost inspirat de personajul de desene animate Barney Rubble din Familia Flintstone și de alți băutori din alte emisiuni de televiziune. În 2004, Castellaneta a câștigat un premiu Emmy la categoria „cel mai bun dublaj” pentru interpretarea diferitelor personaje din serial, inclusiv Barney.

## Biografie
Tatăl lui Barney, Arnie Gumble, a fost un veteran al celui de-Al Doilea Război Mondial și a murit în 1979 într-un accident de car alegoric. Despre mama sa știe doar că locuiește în Norvegia și că a servit în Marina Statelor Unite, inclusiv pe un submarin. Aceasta apare în episodul „Simpson Tide⁠(d)” din sezonul nouă. Personajul s-a născut pe 20 aprilie, Homer menționând în episodul „Viva Ned Flanders⁠(d)” că Barney și Hitler au aceeași dată de naștere. În „A Star Is Burns⁠(d)”, Barney susține că are 40 de ani. În mai multe episoade, începând cu „The Way We Was⁠(d)”, îl prezintă ca fiind cel mai bun prieten al lui Homer din perioada liceului⁠(d). În episodul „$pringfield⁠(d)”, acesta susține că a studiat dansul timp de câțiva ani, inclusiv dans modern și dans step⁠(d).
Două episoade abordează originea alcoolismului său. Episodul „Mr. Plow⁠(d)” sugerează că Barney a fost un student perseverent care plănuia să studieze la Universitatea Harvard. Homer l-a obligat însă să bea o bere înainte de bacalaureat⁠(d) și a devenit dependent de alcool. Conform episodului „She Used to Be My Girl⁠(d)” din sezonul 16⁠(d), Barney a început să bea după ce prietena sa din liceu, Chloe Talbot,a părăsit Springfield pentru a urma o carieră în jurnalism.
În „Homer's Barbershop Quartet⁠(d)”, Barney a alcătuit un cvartet împreună cu Homer, Apu Nahasapeemapetilon și Seymour Skinner intitulat Be Sharps. Acesta a fost descoperit de ceilalți membri în timp ce cânta în toaleta barului deținut de Moe Szyslak⁠(d) ș a fost ales ca înlocuitor pentru Clancy Wiggum⁠(d). În 1986, Be Sharps a câștigat un premiu Grammy. La scurt timp după acest eveniment, au apărut dispute creative, iar Barney a părăsit grupul și a intrat într-o relație cu o artistă japoneză. Realizând că popularitatea lor a intrat în declin, formația s-a desființat.
Barney a fost salvat dintr-o groapă de gudron de Stampy, elefantul lui Bart, în „Bart Gets an Elephant⁠(d)” și înființat o afacere cu pluguri de zăpadă, fiind rivalul lui Homer în episodul „Mr. Plow”. Când și-a pierdut clienții din cauza lui Barney, acesta l-a angajat să curețe de zăpadă strada de pe muntele Widow's Peak. Odată ajuns pe munte, mașina lui Barney este blocată de o avalanșă și Homer pleacă pe munte să-l salveze. Deși s-au reîmprietenit și au decis să lucreze împreună, o caniculă lovește Springfield și le distruge companiile. Cu toate acestea, în episoadele „O Brother, Where Bart Thou?⁠(d)” și „Miracle on Evergreen Terrace⁠(d)” ni se dezvăluie că Barney conduce în continuare camionul Plough King.
În episodul „The City of New York vs. Homer Simpson⁠(d)”, după ce este desemnat să fie șoferul treaz, Barney părăsește orașul cu mașina lui Homer, Când revine în Springfield, singurul lucru de care-și amintește este o prelegere susținută la Universitatea din Villanova⁠(d), deși recunoaște că este posibil să fi fost prezentată într-o intersecție. De asemenea, i-a abandonat mașina în New York și s-a întors în oraș după o absență de două luni. Episodul „Selma’s Choice⁠(d) sugerează că Barney este tatăl multor bebeluși  născuți prin donarea de spermă și inseminare artificială.
Barney a realizat un film documentar - intitulat Pukahontas - despre viața sa de alcoolic și a câștigat marele premiu la Festivalul de Film din Springfield. Urma să renunțe la băutură după acest eveniment, însă premiul a constat din bere Duff pe viață. În „Deep Space Homer⁠(d)”, Barney s-a antrenat pentru a deveni astronaut pentru NASA. Alcoolul fiind interzis candidaților, acesta și-a recăpătat abilitățile și a fost selectat pentru a zbura alături de Buzz Aldrin. Totuși, a revenit la vechile obiceiuri după ce i oferit cadou la încheierea antrenamentelor o sticlă de șampanie fără alcool. A servit împreună cu mama sa pe submarinul USS Jebediah⁠(d) în episodul „Simpson Tide”.
În „Days of Wine and D'oh'ses⁠(d)”, după ce urmărește un videoclip în care apare în stare de ebrietate, Barney se hotărăște să renunțe la alcool. Participă la întâlnirile organizației Alcoolicii anonimi⁠(d), își schimbă înfățișarea și se înscrie la lecții de zbor cu elicopterul. Rămâne abstinent până la sfârșitul episodului, iar alcoolismul său este înlocuit cu dependența de cafeină. În episodul „I'm Spelling as Fast as I Can⁠(d)” din sezonul 14, se dezvăluie că a recidivat.